# الدورة الرابعة للبرلمان الأوروبي
بدأت الدورة الرابعة للبرلمان الأوروبي في انتخابات عام 1994 واستمرت حتى انتخابات 1999.